# Den fantastiske Yoyo
Den fantastiske Yoyo, ursprungstitel Yoyo, är en fransk komedifilm från 1965 i regi av Pierre Étaix, med Étaix själv i huvudrollen. Den utspelar sig från mitten av 1920-talet till 1940-talet, och följer en miljonärsson som efter börskraschen 1929 slår sig ihop med en cirkusryttarinna och blir clown.
Filmen hade fransk premiär 19 februari 1965. Den tilldelades OCIC-priset vid filmfestivalen i Cannes samma år.

## Medverkande
- Pierre Étaix som Yoyo och miljonären
- Claudine Auger som Isolina
- Philippe Dionnet som Yoyo som barn
- Luce Klein som ryttarinnan
- Siam som en clown
- Pipo som en clown
- Dario som en clown
- Mimile som en clown
- Martine de Breteuil som Madame de Briac
- Roger Trapp som Leroy